# Камени мост у Зовићу
Камени мост у Зовићу је мост који се налази у области Маријово, Северна Македонија.
Мост је изграђен изнад Градешке реке у непосредној близини села. Сматра се једним од најлепших архитектонских објеката у Маријову. Инспирисао је најпознатијег македонског редитеља Милча Манчевског који је снимио неколико сцена филма Прашина, па је мост добио надимак Филмски мост.

## Карактеристике
Зовићки мост је изграђен у времену Отоманског царства, али је био од дрвета до 1955, све док се мост није срушио и пао у реку. Тада су мештани одлучили да изграде још један мост. Мост је изграђен од стране мајстора Џуладина из Лабуништа код Струге. Испод моста на високој стени је насликана икона Светог Георгија, која је била нека врста остатка цркве која је постојала тамо. Ову икону је с почетка 21. века обновио Тони Николовски, конзерватор у Заводу за заштиту споменика у Битољу.